# Ein Stück vom Himmel
Ein Stück vom Himmel ist ein deutscher Spielfilm von Rudolf Jugert aus dem Jahr 1957.

## Inhalt
Christine müsste eigentlich glücklich sein: Ihr Vater ist ein reicher Schlossherr in Bayern und sie selbst mit dem gutaussehenden Ronald Henning verlobt. Im September soll Hochzeit sein und doch würde Christine gerne aus dem goldenen Käfig ausbrechen, zumal sie in ihrer Verwandten Erika ein Beispiel einer selbstbewussten Frau sieht, die ihre Verehrer an der Nase herumführt.
Forststudent Peter will sich in den Ferien ein wenig Geld fürs Studium verdienen und nimmt einen Nebenjob an der Tankstelle an, an der auch sein bester Freund Willi arbeitet. Der wiederum wollte für Peter eine Ferienbekanntschaft organisieren und hat in der Zeitung ein entsprechendes Inserat geschaltet. Interessierte Frauen sollen sich mit einer Dahlie zu erkennen geben. Peter ist wenig begeistert, weil er seine Freizeit lieber über den Büchern verbringen will. Als Willi sich Hals über Kopf in eine scheinbare Spanierin verliebt und die Dame, bei der es sich in Wirklichkeit um Erika handelt, zum Schloss bringt, fährt an der Tankstelle prompt ein Wagen vor, deren Fahrerin Dahlien im Korb hat. Es ist Christine und Peter denkt, sie reagiere auf Willis Anzeige. Christine ist zunächst verwundert, geht jedoch auf Peters Spiel ein. Sie treffen sich am nächsten Tag und gehen „heimlich“ im Schlossgarten spazieren. Auch den folgenden Tag verbringen sie gemeinsam und genießen am Starnberger See die Zweisamkeit. Als Peter und Willi abends in einem Boot auf dem Starnberger See fahren, sieht Peter am Bootssteg Christine und ihren Verlobten Ronald. Enttäuscht wendet er sich von ihr ab und sie wartet am nächsten Tag vergeblich auf ihn.
Auch Willi hat erfahren müssen, dass seine Spanierin in Wirklichkeit Erika ist, die zur Familie des Schlossbesitzers gehört. Sie behandelt ihn zuerst von oben herab, findet jedoch schnell Gefallen an ihm. An der Tankstelle „rettet“ Willi die etwas durchgedrehte Elfriede vor dem Briten Jackie. Während Elfriede dachte, von Jackie entführt zu werden, will der nur zum Schloss, wo er hofft, seine von ihm geliebte Erika anzutreffen. Er will sie unbedingt heiraten, was sie immer wieder abzulehnen weiß. Elfriede überredet Willi, in der Tankstelle übernachten zu dürfen. Gleichzeitig flüchten Christine und Erika vor Jackie zur Tankstelle, wo sie hoffen, auch Peter anzutreffen und sich mit ihm auszusprechen. Stattdessen sehen sie Willi mit Elfriede, woraufhin Erika die Beziehung mit Willi kündigt.
Als Erika und Christine ein paar Tage später Willi und Peter Wasserski fahren sehen, segeln sie zu ihnen auf den See, um sich mit ihnen auszusprechen. Als ihr Boot kentert, werden sie von den beiden Männern gerettet. Anschließend sprechen sich Peter und Christine aus. Sie wird in vier Wochen heiraten. Weil sie eigentlich Peter liebt, will sie sich ihrem Vater anvertrauen, doch der sieht ihre Verliebtheit nur als kindische Schwärmerei.
Einige Wochen später befinden sich Christine und Erika in München zur Brautkleidprobe. Die Hochzeit hat sich um drei Wochen verschoben. Sie treffen auf Elfriede, die ihnen erzählt, dass Peter in München studiere und Willi inzwischen ebenfalls in München eine eigene luxuriöse Tankstelle besitze. Während der ebenfalls anwesende Jackie sich in Elfriede verliebt, begibt sich Erika zu Willi und beide enden nach einer durchzechten Nacht als Paar. Christine trifft Peter am Geschwister-Scholl-Platz vor der Ludwig-Maximilians-Universität und beide beschließen, einen letzten Tag zusammen in München zu verbringen, denn Peter wird am Tag von Christines Hochzeit nach Kanada fliegen, um dort einen Job anzunehmen. Nach dem letzten gemeinsamen Tanz verabschieden sich beide. Am Morgen steht Peter am Flughafen München-Riem. Als er gerade sein Flugzeug besteigen will, kommt Christine über das Vorfeld gelaufen. Sie habe erneut mit ihrem Vater gesprochen, der in eine Beziehung der beiden eingewilligt habe.

## Produktion
Die Dreharbeiten fanden vom 19. August 1957 bis September 1957 auf Schloss Höhenried und am Starnberger See, in München und Umgebung statt. Die Uraufführung des Films war im Dezember 1957 in Wien, die deutsche Erstaufführung am 3. Januar 1958 in München.

## Kritik
Das Lexikon des Internationalen Films bezeichnete Ein Stück vom Himmel als „leichte Unterhaltung“. Der Film sei „wirklichkeitsfremd, aber vorwiegend sympathisch“.